# Килимов питон
Килимов питон (Morelia spilota), наричан също ромбов питон и австралийски диамантен питон, е вид змия от семейство Питонови (Pythonidae). Възникнал е преди около 11,61 млн. години по времето на периода неоген. Видът не е застрашен от изчезване.

## Разпространение и местообитание
Разпространен е в Австралия (Виктория, Куинсланд, Нов Южен Уелс, Северна територия и Южна Австралия), Индонезия и Папуа Нова Гвинея.
Обитава градски и гористи местности, пустинни области, места със суха почва, национални паркове, ливади, храсталаци, крайбрежия и плажове. Среща се на надморска височина от 5,5 до 548,8 m.

## Описание
Продължителността им на живот е около 19,6 години. Популацията на вида е намаляваща.